# Yossi Benayoun

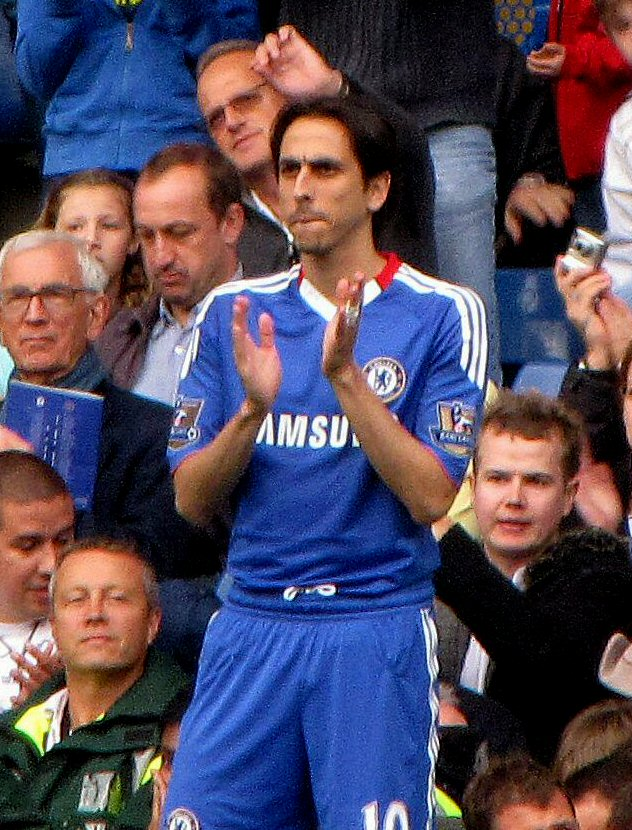

Yossi Benayoun (en hebreo: יוסי בניון) (Dimona, Israel, 5 de mayo de 1980) es un exfutbolista israelí. Jugaba de centrocampista y fue profesional entre 1997 y 2019. Su primer equipo fue el Hapoel Be'er Sheva de Israel. Es llamado también "El Diamante Israelí" en su pueblo natal de Dimona donde también es el capitán del equipo representativo llevando el estandarte de su selección.

## Biografía

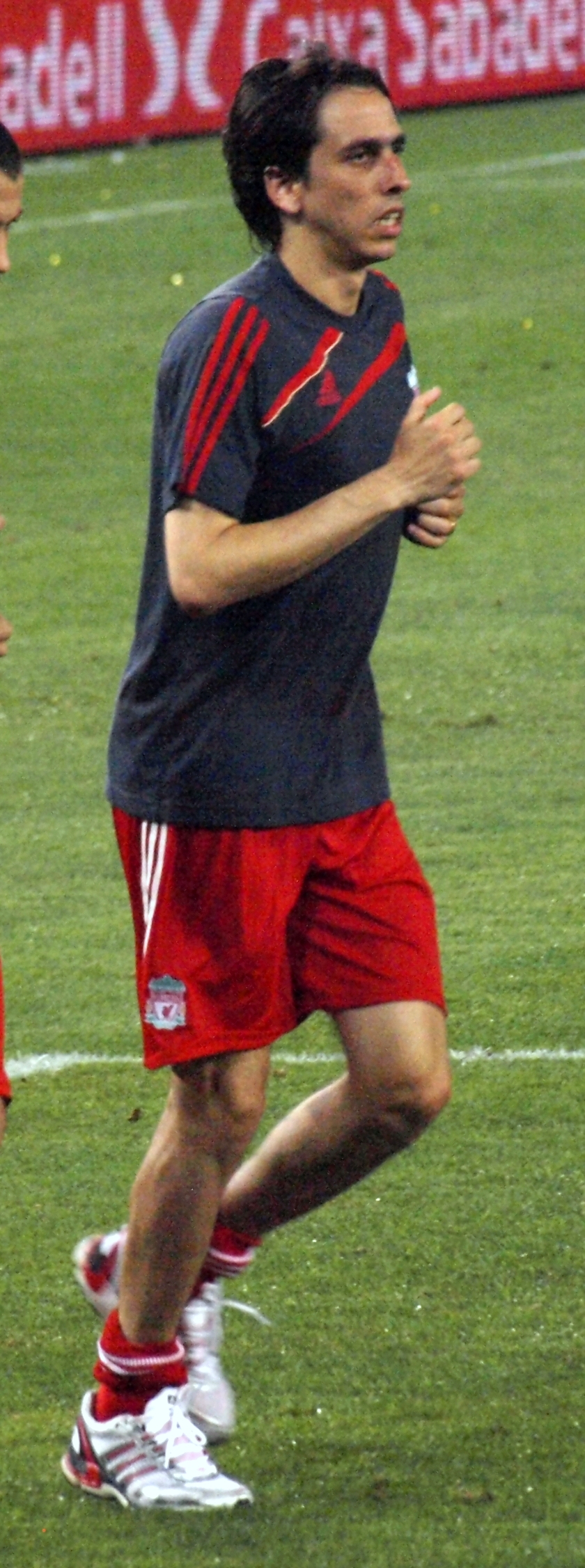

Es considerado el mejor futbolista Israelí de la historia, siendo también el capitán de su selección. En Israel es conocido por los apodos "El chico" o "El diamante".
Tras cuatro temporadas brillando en Maccabi Haifa, ficha por el Racing de Santander en julio de 2002. En esa temporada se convierte en uno de los puntales del equipo junto a Javi Guerrero. Solo le bastaron tres temporadas para demostrar su calidad y hacer que varios 'grandes' de la liga española se fijen en él (Benítez le quería en el Valencia y el Barcelona llegó a preguntar precio). Finalmente en la temporada 2005 se le vendió al West Ham por solo 3'6 millones de €. Las dificultades económicas del Racing le hicieron aceptar la oferta del West Ham, pese al descontento de la afición. En la temporada 2006-2007 fue uno de los responsables -junto a Carlos Tévez- de que el equipo londinense se salvara del descenso, por lo que renovó hasta el 2012.
Sin embargo, posteriormente el Liverpool Football Club llegó a un acuerdo con el West Ham United por su traspaso. La operación ascendió a casi 6 millones de euros.
El 6 de noviembre de 2007 consiguió anotar su primer hat-trick desde su llegada a Inglaterra. Fue en un partido de la Liga de Campeones ante el Beşiktaş turco, que finalizó con un abultado 8-0. Su segundo hat-trick llegó el 26 de enero de 2008 en el partido de cuarta ronda de la FA Cup contra el Havant & Waterlooville, en la victoria de los "reds" por 5-2. Esto lo llevó a convertirse en el primer jugador del Liverpool FC en hacer dos hat-trick en una temporada desde que Michael Owen lo lograra en la temporada 2003.
En algunas entrevistas dadas a los medios de comunicación de Inglaterra el 5 de abril de 2008, se le clasificó como una persona con una carisma sin igual y como un jugador con gran entusiasmo, ya que después de haberse lesionado antes del partido de vuelta contra el Real Madrid, el diamante expresó que su gol en contra de este equipo no serviría para nada si no ganaban la UEFA Champions League, expresando estas palabras se sintió conforme con su escuadra ya que para él, jugar un partido y dar lo mejor de sí mismo es lo más importante en el fútbol.
El 2 de julio de 2010, Benayoun firmó un contrato de 3 años con el Chelsea FC. El 31 de agosto de 2011, Benayoun fue cedido al Arsenal FC hasta el final de la temporada 2011-12. Después regresó a Chelsea, pero fue cedido al West Ham. Luego de media temporada regresa de nuevo a Chelsea, donde jugó 16 partidos. Al final de temporada se confirma que no seguirá en el equipo.
Después de una larga temporada en el Chelsea, Yossi Benayoun decide volver a Israel a jugar en el Maccabi Haifa donde después de 2 años iría al Maccabi Tel Aviv. En el Maccabi Haifa jugó más de 50 partidos. A los 38 años, y jugando para el Beitar Jerusalem, el futbolista israelí anunció su retiro a final de temporada.

## Selección nacional
Benayoun debutó con la selección israelí en el año 1998 en un partido contra México. Su primer gol fue en el año 2000 en la Eurocopa contra Chipre y lograría su primer triplete contra San Marino. En total tiene 24 goles en la selección superando a Yehoshua Feigenbaum.

## Clubes
| Club                | País       | Año       |
| ------------------- | ---------- | --------- |
| Hapoel Be'er Sheva  | Israel     | 1997-1998 |
| Maccabi Haifa       | Israel     | 1998-2002 |
| Racing de Santander | España     | 2002-2005 |
| West Ham United     | Inglaterra | 2005-2007 |
| Liverpool           | Inglaterra | 2007-2010 |
| Chelsea             | Inglaterra | 2010-2011 |
| Arsenal             | Inglaterra | 2011-2012 |
| West Ham United     | Inglaterra | 2012      |
| Chelsea             | Inglaterra | 2013      |
| Queens Park Rangers | Inglaterra | 2013-2014 |
| Maccabi Haifa       | Israel     | 2014-2016 |
| Maccabi Tel Aviv    | Israel     | 2016-2017 |
| Beitar Jerusalem    | Israel     | 2017-2018 |
| Maccabi Petah Tikva | Israel     | 2018-2019 |
| Beitar Jerusalem    | Israel     | 2019      |

## Estadísticas

### Club
Estadísticas actualizadas al 5 de enero de 2013.
| Club                         | Temporada           | Liga     | Liga  | Copas Nac. | Copas Nac. | Copas Inter. | Copas Inter. | Total    | Total |
| Club                         | Temporada           | Partidos | Goles | Partidos   | Goles      | Partidos     | Goles        | Partidos | Goles |
| ---------------------------- | ------------------- | -------- | ----- | ---------- | ---------- | ------------ | ------------ | -------- | ----- |
| Hapoel Be'er Sheva Israel    | 1997/98             | 25       | 15    | 2*         | 2          | 4            | 2            | 27       | 17    |
| Hapoel Be'er Sheva Israel    | Total               | 25       | 15    | 2          | 2          | 4            | 2            | 27       | 17    |
| Maccabi Haifa Israel         | 1998/99             | 29       | 16    | 3*         | 2          | 6            | 2            | 24       | 1     |
| Maccabi Haifa Israel         | 1999/00             | 38       | 19    | 3*         | 4          | 1            | 0            | 42       | 23    |
| Maccabi Haifa Israel         | 2000/01             | 37       | 13    | 1*         | 2          | 4            | 0            | 42       | 15    |
| Maccabi Haifa Israel         | 2001/02             | 26       | 7     | 1*         | 1          | 1            | 0            | 28       | 8     |
| Maccabi Haifa Israel         | Total               | 130      | 55    | 8          | 9          | 12           | 2            | 150      | 66    |
| Racing de Santander · España | 2002/03             | 31       | 4     | 0          | 0          | -            | -            | 31       | 4     |
| Racing de Santander · España | 2003/04             | 34       | 7     | 2          | 0          | 1            | 0            | 37       | 7     |
| Racing de Santander · España | 2004/05             | 35       | 9     | 0          | 0          | -            | -            | 35       | 9     |
| Racing de Santander · España | Total               | 100      | 20    | 2          | 0          | 1            | 0            | 103      | 20    |
| West Ham United Inglaterra   | 2005/06             | 34       | 5     | 6          | 0          | -            | -            | 40       | 5     |
| West Ham United Inglaterra   | 2006/07             | 29       | 3     | 1          | 0          | 2            | 0            | 32       | 3     |
| West Ham United Inglaterra   | Total               | 73       | 8     | 7          | 0          | 2            | 0            | 82       | 8     |
| Liverpool Inglaterra         | 2007/08             | 30       | 4     | 6          | 4          | 11           | 3            | 47       | 11    |
| Liverpool Inglaterra         | 2008/09             | 32       | 8     | 1          | 0          | 9            | 1            | 42       | 9     |
| Liverpool Inglaterra         | 2009/10             | 30       | 6     | 3          | 0          | 12           | 3            | 45       | 9     |
| Liverpool Inglaterra         | Total               | 92       | 18    | 10         | 4          | 32           | 7            | 134      | 29    |
| Chelsea Inglaterra           | 2010/11             | 7        | 1     | 2          | 0          | 1            | 0            | 10       | 1     |
| Chelsea Inglaterra           | 2011/12             | 1        | 0     | 0          | 0          | 0            | 0            | 1        | 0     |
| Chelsea Inglaterra           | Total               | 8        | 1     | 2          | 0          | 1            | 0            | 11       | 1     |
| Arsenal Inglaterra           | 2011/12             | 19       | 4     | 3          | 1          | 3            | 1            | 25       | 6     |
| Arsenal Inglaterra           | Total               | 19       | 4     | 3          | 1          | 3            | 1            | 25       | 6     |
| West Ham United Inglaterra   | 2012/13             | 6        | 0     | 0          | 0          | 0            | 0            | 6        | 0     |
| West Ham United Inglaterra   | Total               | 6        | 0     | 0          | 0          | 0            | 0            | 6        | 0     |
| Chelsea Inglaterra           | 2012/13             | 13       | 0     | 0          | 0          | 0            | 0            | 13       | 0     |
| Chelsea Inglaterra           | Total en su carrera | 466      | 121   | 34         | 16         | 55           | 12           | 555      | 149   |

* Faltan partidos.

## Palmarés

### Campeonatos nacionales
| Título         | Club          | País   | Año     |
| -------------- | ------------- | ------ | ------- |
| Ligat ha'Al    | Maccabi Haifa | Israel | 2000-01 |
| Ligat ha'Al    | Maccabi Haifa | Israel | 2001-02 |
| Copa de Israel | Maccabi Haifa | Israel | 2015-16 |

### Campeonatos internacionales
| Título             | Club    | País         | Año     |
| ------------------ | ------- | ------------ | ------- |
| UEFA Europa League | Chelsea | Países Bajos | 2012-13 |